# 서중현
서중현(徐重鉉, 1951년 9월 14일 ~ , 대구광역시 서구 원대동)은 대한민국의 정치인이다. 대구 서구청장을 역임했다.

## 주요 경력
- 1978년 ~ 1988년 :신명여자고등학교, 협성고등학교, 경상여자중학교 교사
- 민주교사협의회 회장
- 1988년 4월 : 제13대 총선 출마(대구 서구 을, 한겨레민주당)
- 1992년 : 삼성자동차 대구유치추진본부 본부장
- 1992년 3월 : 제14대 총선 출마(대구 서구 을, 민주당)
- 1993년 : 경북대학교 철학과 강사
- 섬유산업고도화 및 염색공단개발추진본부 본부장
- 서구재개발추진위원회 위원장
- 21세기준비모임 대표
- 1995년 6월 : 제1회 지방선거 대구 서구청장 출마(민주당)
- 1996년 : 중소상공인·서민지원센터 소장 / 대구경제살리기운동본부 본부장
- 1996년 4월 : 제15대 총선 출마(대구 서구 을, 무소속)
- (주)삼신산업 대표이사
- 1997년 ~ 1998년 : 국민신당 대구서구을 지구당 위원장
- 2000년 2월 : 민주국민당 대구서구 지구당 위원장
- 2000년 4월 : 제16대 총선 출마(대구 서구, 민주국민당)
- 2000년 11월 : 민주국민당 당무위원
- 2002년 6월 : 제3회 지방선거 대구 서구청장 출마(무소속)
- 2004년 4월 : 제17대 총선 출마(대구 서구, 열린우리당)
- 2006년 5월 : 제4회 지방선거 대구 서구청장 출마(무소속)
- 2007년 4월 ~ 2008년 4월 : 대구광역시의회 의원 (4·25 재선거 당선)
- 2008년 6월[1] ~ 2011년 9월 : 제21~22대 대구 서구청장 (무소속)[2]
- 2017년 국민의당 대구 서구 지역위원장
- 2018년 바른미래당 대구 서구 공동지역위원장
- 2019년 바른미래당 탈당
- 2020년 미래통합당 입당 및 탈당

## 학력
- 1958년 ~ 1964년 : 대구달성초등학교
- 1964년 ~ 1967년 : 달성중학교
- 1967년 ~ 1970년 : 경북대학교 사범대학 부속고등학교
- 1972년 ~ 1979년 : 경북대학교 행정학과 학사
- 1979년 ~ 1984년 : 경북대학교 행정대학원 행정학 석사
- 1984년 ~ 1986년 : 경북대학교 대학원 정치학 석사 수료
- 1986년 ~ 1990년 : 경북대학교 대학원 철학박사 과정 수료

## 역대 선거 결과
|  | 2.64% |

|  | 16.93% |

|  | 0% |

|  | 29.60% |

|  | 16.26% |

|  | 38.64% |

|  | 28.20% |

|  | 43.07% |

|  | 69.37% |

|  | 44.15% |

|  | 62.30% |

|  | 20.85% |

|  | 22.57% |

|  | 31.47% |

|  | 21.65% |

|  | 9.53% |

|  | 32.13% |

|  | 27.97% |

## 참고 자료
- 서중현 - 네이버 인물검색
- 서중현 - 다음 인물백과
- 역대구청장실 - 대구광역시 서구청